# The Zen Diaries of Garry Shandling
The Zen Diaries of Garry Shandling är en amerikansk dokumentärfilm om den amerikanska komikern Garry Shandlings liv. Filmen hade Sverigepremiär 26 mars 2018.